# فلورانس، نیوجرسی
فلورانس (به انگلیسی: Florence Township) شهری در ایالت نیوجرسی کشور ایالات متحده آمریکا است که جمعیت آن در سرشماری سال ۲۰۱۰ میلادی، ۱۲٬۱۰۹ نفر بوده‌است.